# Tvorchi
A Tvorchi (stilizálva nagybetűkkel) egy ukrán duó, amely 2018-ban alakult Ternopilban. Ők képviselték Ukrajnát a 2023-as Eurovíziós Dalfesztiválon Liverpoolban, a Heart of Steel című dallal, ahol a hatodik helyen végeztek.

## Történet
A formáció úgy alakult meg, hogy 2017-ben Andrij leszólította Jeffreyt az utcán, hogy beszélgessen vele, és gyakorolja az angol nyelvtudását. Az ismeretségük egy együttműködéssé nőtte ki magát, melynek eredményeként Andrij zenei producer, míg a nigériai Jeffrey pedig dalszerző és énekes lett. Mindketten a Ternopili Nemzeti Orvostudományi Egyetem gyógyszerészeti karán tanultak.
2020-ban Bonfire című dalukkal részt vettek az ukrán eurovíziós nemzeti válogató műsorban, a Vidbirben. A február 15-én megrendezett második elődöntőben a szakmai zsűri és a nézők szavazatai alapján első helyezettként jutottak tovább a február 22-i döntőbe, ahol David Axelroddal holtversenyben a negyedik helyen végeztek.
2022. október 27-én az Szuszpilne bejelentette a 2023-as Vidbir résztvevőinek szűkített résztvevői listáját, amelyben a duó is szerepelt. Ezt a listát november 17-én redukálták le csupán tíz előadóra, és ekkor vált hivatalossá, hogy a duó Heart of Steel című dala is bekerült az eurovíziós nemzeti döntő mezőnyébe. A dal december 17-én megnyerte a Vidbirt, ahol a szakmai zsűri, valamint a nézői szavazatok együttese alakította ki a végeredményt. A szakmai zsűri szavazatai alapján második, míg a nézői szavazáson első helyezést értek el, ezzel 19 pontot összegyűjtve az első helyen végeztek, így a versenydalukkal képviselhették Ukrajnát a liverpooli Eurovíziós Dalfesztiválon.

## Tagok
- Andrij Huculjak – zenei producer
- Jeffery Kenny – dalszerző, énekes

## Diszkográfia

### Stúdióalbumok
- The Parts (2018)
- Disco Lights (2019)
- 13 Waves (2020)
- Road (2021)

### Középlemezek
- Hits (2021)

### Kislemezek
- Slow (2017)
- You (2017)
- Ne tancjuju (2019)
- Bonfire (2020)
- Mova tila (2020)
- Living My Life (2020)
- Like It like That (2020)
- Vič-na-vič (2021)
- Falling (2021)
- Intro Road (2021)
- Boremosja (2022)
- Vymkny telefon (2022)
- Heart of Steel (2022)